# 棉纺厂
棉纺厂是專門生产棉纱以及布的工廠，  它是第一次工业革命時期常見的工廠。 
早期的棉纺厂的動力來自水力。  瓦特蒸汽機出現後，蒸汽动力成為棉紡廠的動力來源之一。棉纺厂创造了不少就业机会，許多农村地区的人開始來到城裡的棉紡廠務工，同時城市人口也逐步增加。
蘭開夏地區出現棉纺厂後，新英格蘭地區的人也開設了自己的棉紡廠被复制，后来美国南部各州也開始開設棉紡廠。 20世纪，西北英格蘭棉紡織業的霸主地位被美国 取代。1972 年，印度的纺纱产量超过美国，1977年又被中国超越。
现代棉纺厂已高度自动化。2013年，美国弗吉尼亚州的一家大型棉紡廠內有140名工人，而這家棉紡廠的產量比1980年一家僱有2,000名工人的棉紡廠的產量都要多。 

## 棉纺厂工人健康問題
棉纺厂對工人來說並不是一个友好的工作场所。棉纺厂空气中的棉尘含量非常高，因此工人非常容易得上肺病。第二次世界大戰後雖然市場上已開始出現防护口罩，但很少有工人會邊戴口罩邊工作，因为這會讓他们在感到不舒服。另外由於棉纺厂中的织布机非常吵鬧，工人長時間工作會有一定的概率使得聽力衰減。